# SjVSM Izmajlovo Moskou
SHVSM Izmajlovo Moskou (Russisch: ШВСМ Измайлово Москва) is een Russische omnisportvereniging uit Moskou uit het gelijknamige stadsdeel. Bij de vereniging kan men onder meer de sporten voetbal, hockey, badminton, basketbal, tafeltennis, rugby, volleybal en waterpolo beoefenen. De club bestaat in haar huidige vorm sinds 2001.

## Hockey
De hockeyclub werd echter al in 1968 opgericht in het Sovjet-Unie tijdperk. Toen heette de club Fili Moskou. De heren van Fili werden in de jaren tachtig van de vorige eeuw tweemaal Sovjet-kampioen en leverden verschillende spelers aan het nationale hockeyteam. Sinds 2008 gaat de hockeyclub verder door het leven onder de huidige naam Izmajlovo . De club werd in 2010 vice-landskampioen en kwalificeerde zich voor de Euro Hockey League 2010/2011. De dames werden in 2011 landskampioen en kwalificeerden zich zo voor de Europacup I 2012.

## Trivia
- Schaakwereldkampioene Aleksandra Kostenjoek maakte deel uit van de schaaktak.